# دلياسير عليا (مقاطعة تشرام)
دلياسير عليا (بالفارسية: دلیاسیر علیا) هي قرية تقع في قسم سرفارياب الريفي (مقاطعة تشرام) في إيران. يقدر عدد سكانها بـ 50 نسمة .